# Microgaster ruficoxis
Microgaster ruficoxis är en stekelart som beskrevs av Johannes Friedrich Ruthe 1858. Microgaster ruficoxis ingår i släktet Microgaster och familjen bracksteklar. Inga underarter finns listade i Catalogue of Life.